# Erhardtstraße
Die Erhardtstraße ist eine Innerortsstraße im Stadtbezirk Ludwigsvorstadt-Isarvorstadt von München.

## Verlauf
Die Straße liegt am Ostrand der Isarvorstadt (Gärtnerplatzviertel). Sie führt in südlicher Verlängerung der Steinsdorfstraße als Teil der Isarparallele von der Zweibrückenstraße am Gebäudekomplex des Deutschen Patent- und Markenamts und dem Hauptgebäude des Europäischen Patentamts entlang bis zur Fraunhoferstraße, an der sie in die Wittelsbacherstraße und die parallel dazu geführte Auenstraße übergeht. Der Vorplatz des Europäischen Patentamts hat seit 2013 eine eigene Benennung: Bob-van-Benthem-Platz.

## Öffentlicher Verkehr
Durch die Erhardtstraße verkehrt die Stadtbuslinie 132 der Münchner Verkehrsgesellschaft (MVG). In der Nähe liegen die S-Bahn-Station Isartor und die U-Bahn-Station Fraunhoferstraße. Durch die Zweibrückenstraße führt auch die Straßenbahn.

## Namensgeber
Die Straße ist nach dem früheren rechtskundigen Ersten Bürgermeister von München Alois von Erhardt (1831 bis 1888) benannt.

## Charakteristik
Die Straße wird durch stattliche gründerzeitliche Wohnhäuser am Isarkai charakterisiert.

## Geschichte

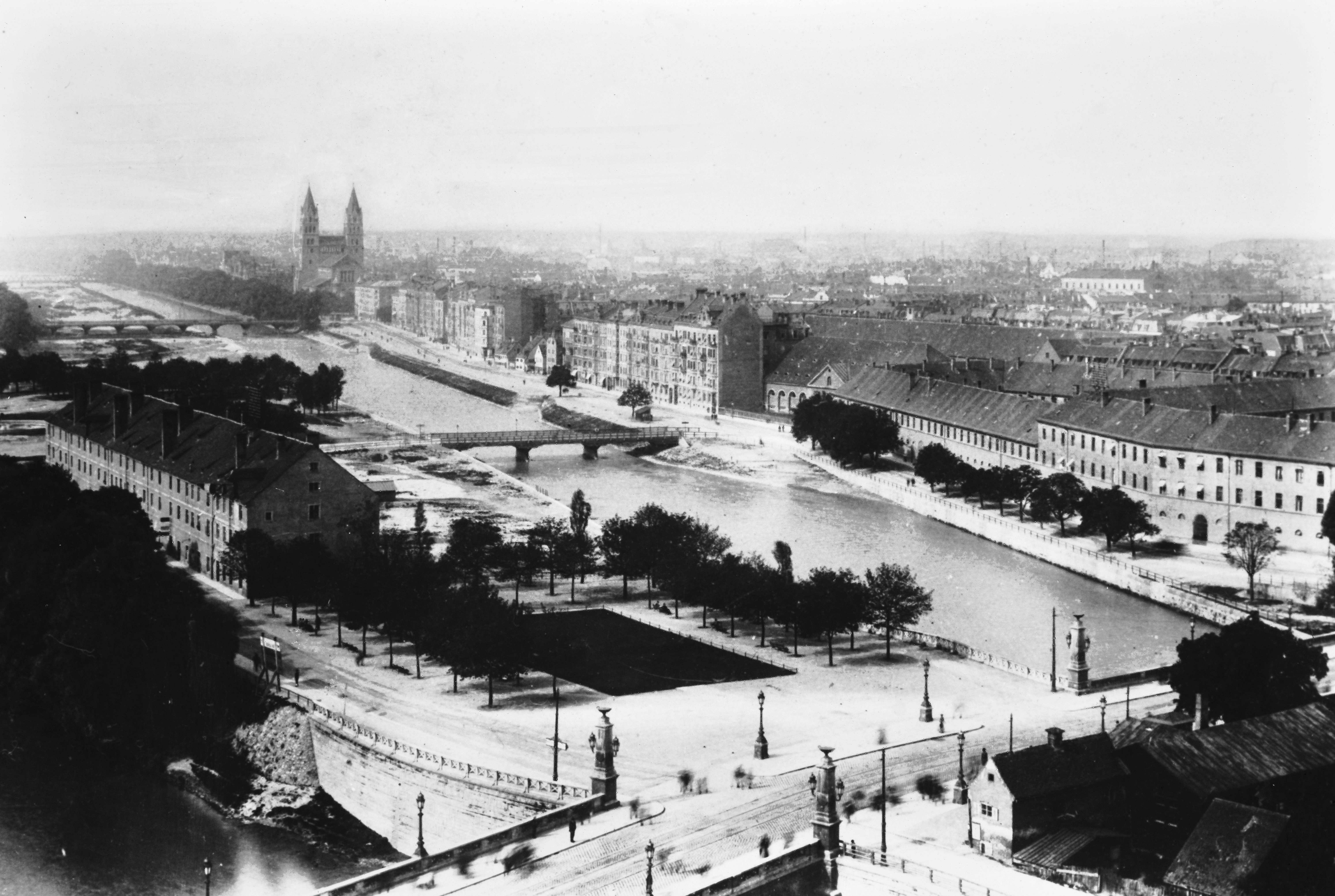
Blick über die Kohleninsel (heute Museumsinsel) auf die Erhardtstraße (1898)

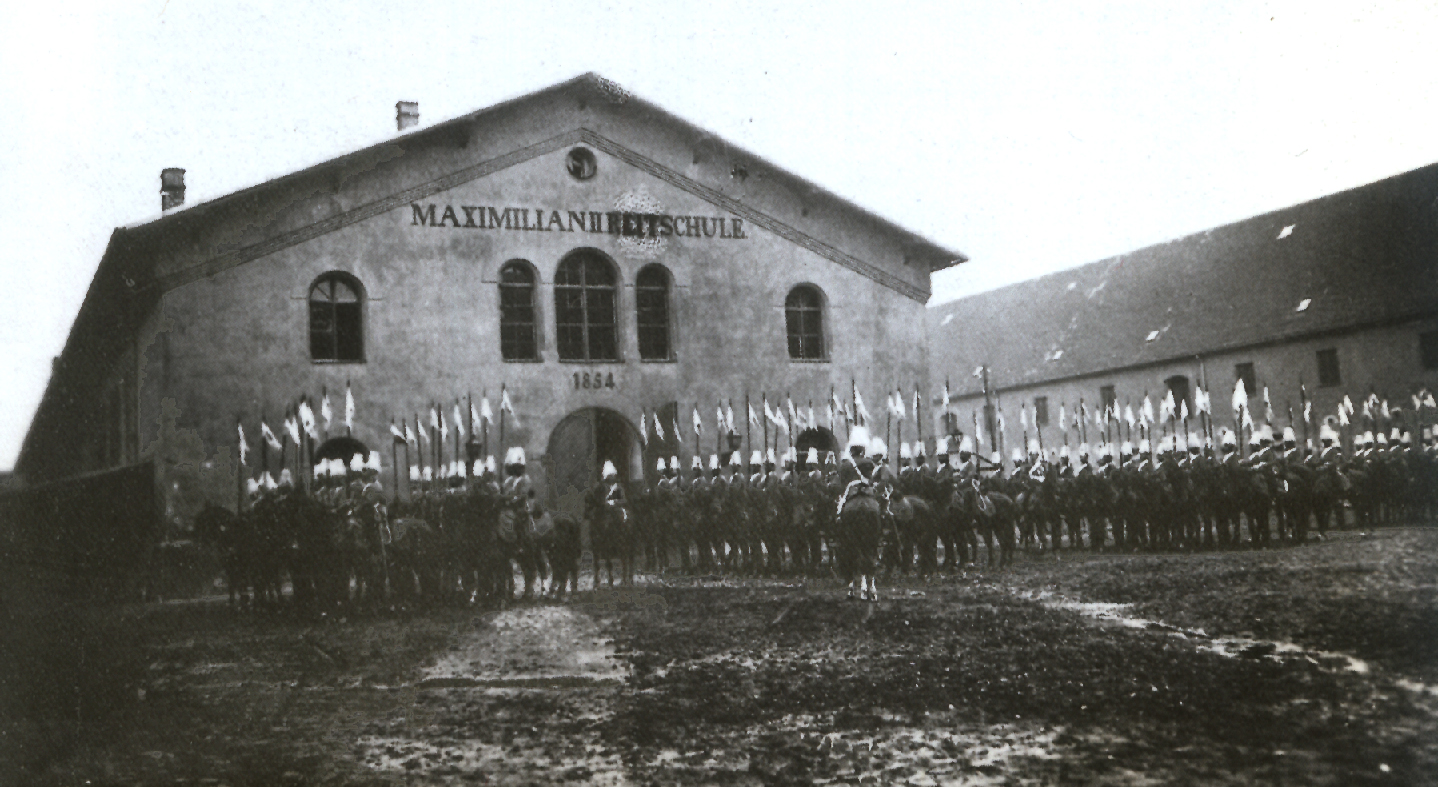
Reithalle der Neuen Isarkaserne, für den Bau des Europäischen Patentamts abgebrochen

Auf dem Gelände des Deutschen Patentamts stand bis nach dem Zweiten Weltkrieg die Neue Isarkaserne, auf dem des Europäischen Patentamts die dazu gehörende Reithalle (Maximilian-II-Reitschule, später: Beissbarth-Garage). Zwischen Cornelius- und Kohlstraße befand sich gute Bebauung im Stil der Isarkais aus der Zeit um die Jahrhundertwende, die dem Bau des Europäischen Patentamts trotz heftiger Proteste geopfert wurde, nahe der Corneliusstraße Vorstadtbebauung an der kleinen, nach dem früheren Heumagazin der Kaserne, zu dem sie führte, benannte Magazinstraße, die mit dieser Straße ebenfalls dem Europäischen Patentamt zum Opfer fiel.

## Gebäude
Denkmalgeschützte Gebäude sind:

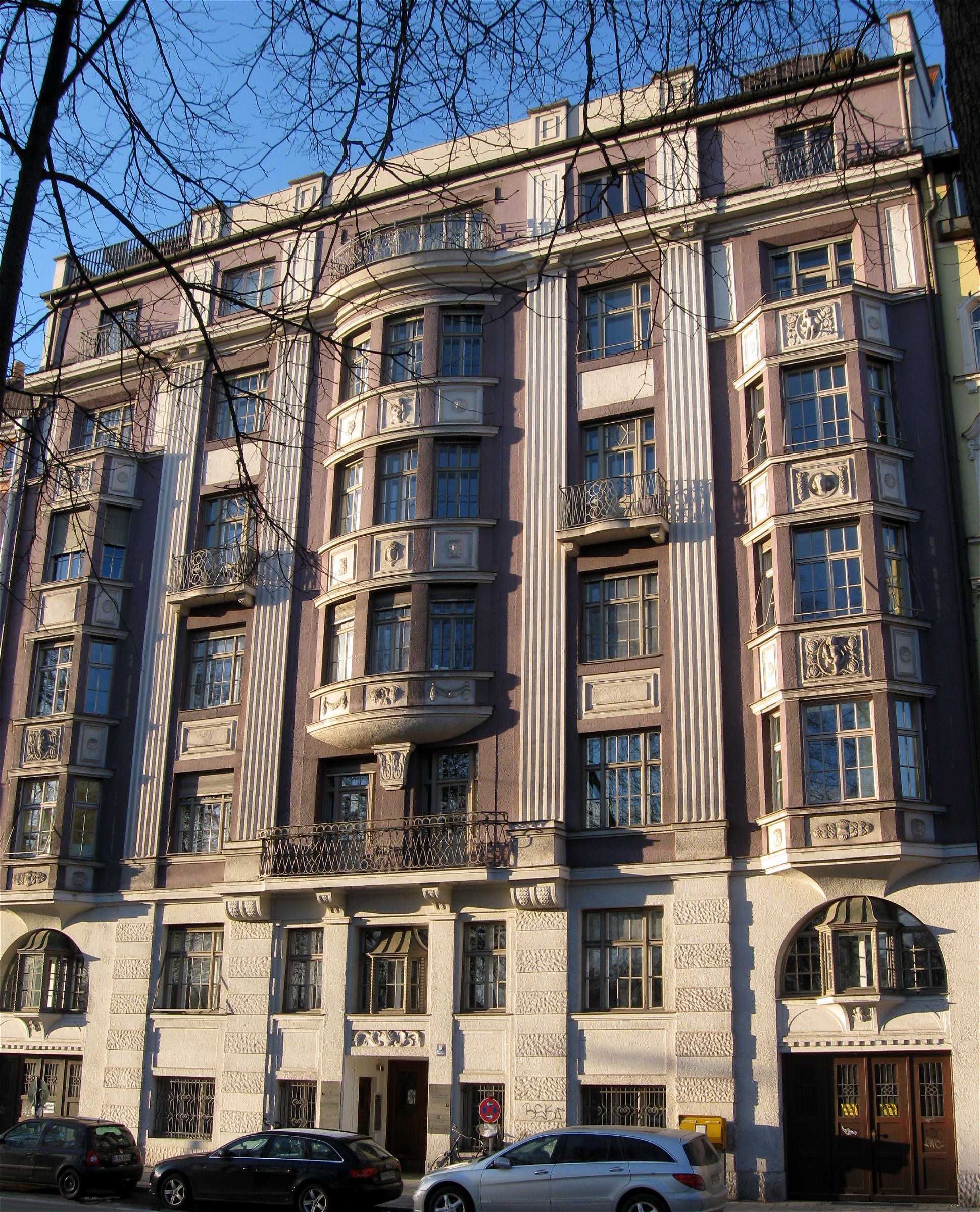
Mietshaus Erhardtstraße 8

- Mietshäuser Hausnr. 4, 6, 8, 9, 11, 12 und 15.

Einzelheiten siehe Liste der Baudenkmäler in der Isarvorstadt#E. Die Mietshäuser Hausnr. 26 bis 32 (südlich der Kohlstraße) wurden in den 1970er Jahren für den Bau des Europäischen Patentamts abgebrochen.

### Denkmäler und Kunstobjekte

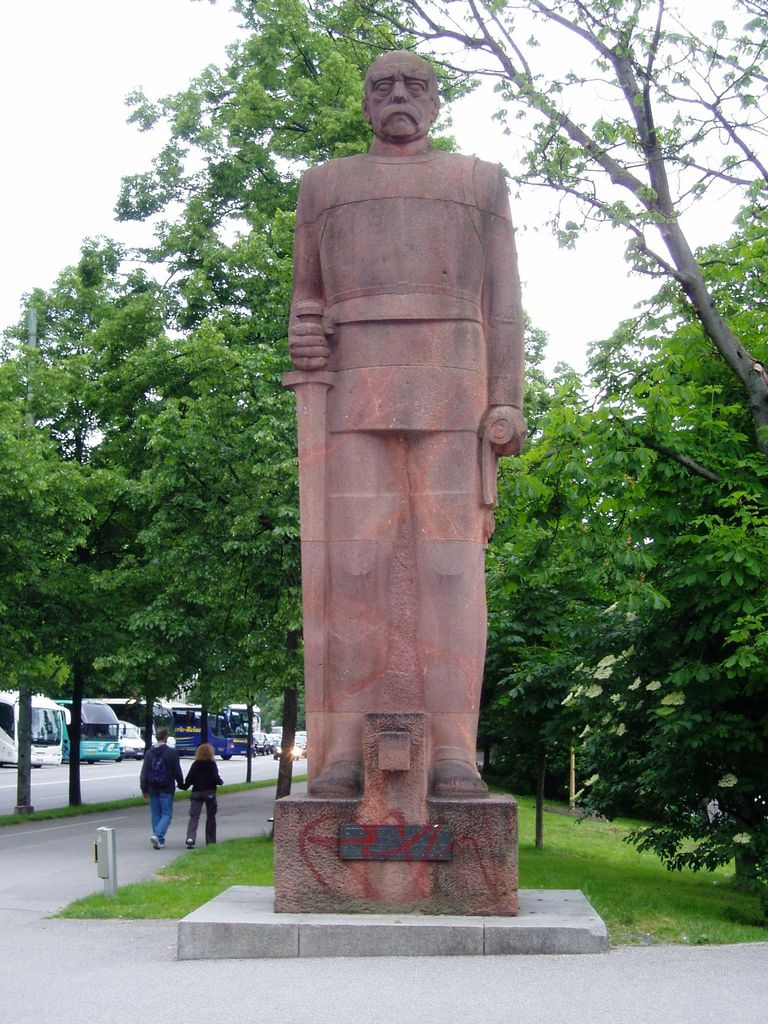
Bismarckdenkmal

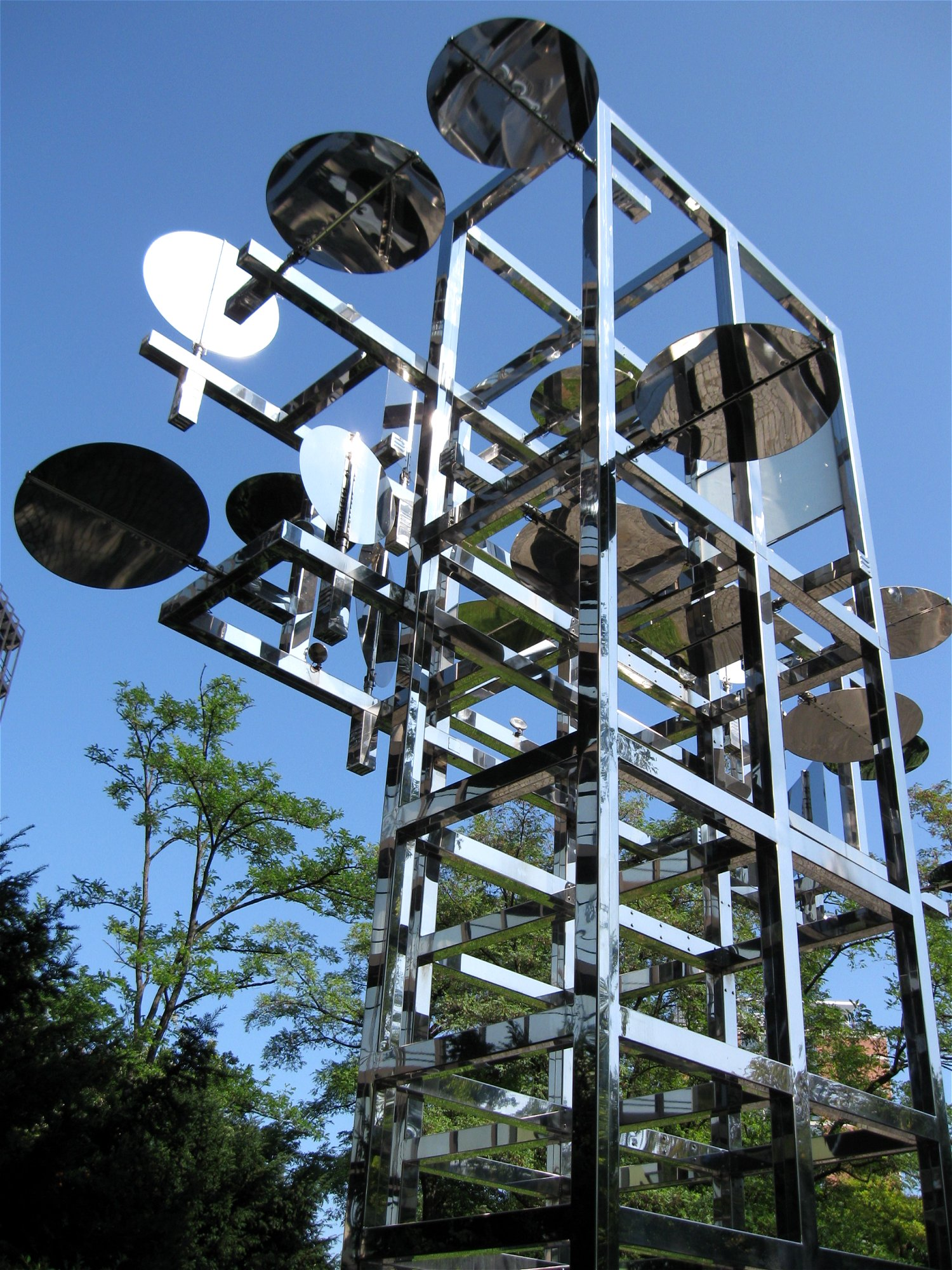
Chronos 10B

- An der Straße steht isarseits nördlich der Boschbrücke das Bismarckdenkmal von Fritz Behn.
- 4S, vor dem Europäischen Patentamt, 1997 von Christian Hinz.
- Camera, vor dem Europäischen Patentamt, 1978–79 von Eduardo Paolozzi.
- Chronos 10B, vor dem Europäischen Patentamt, 1980	von Nicolas Schöffer
- Cross-Bend, vor dem Europäischen Patentamt, 1978/80	von Phillip King

### In der Nähe

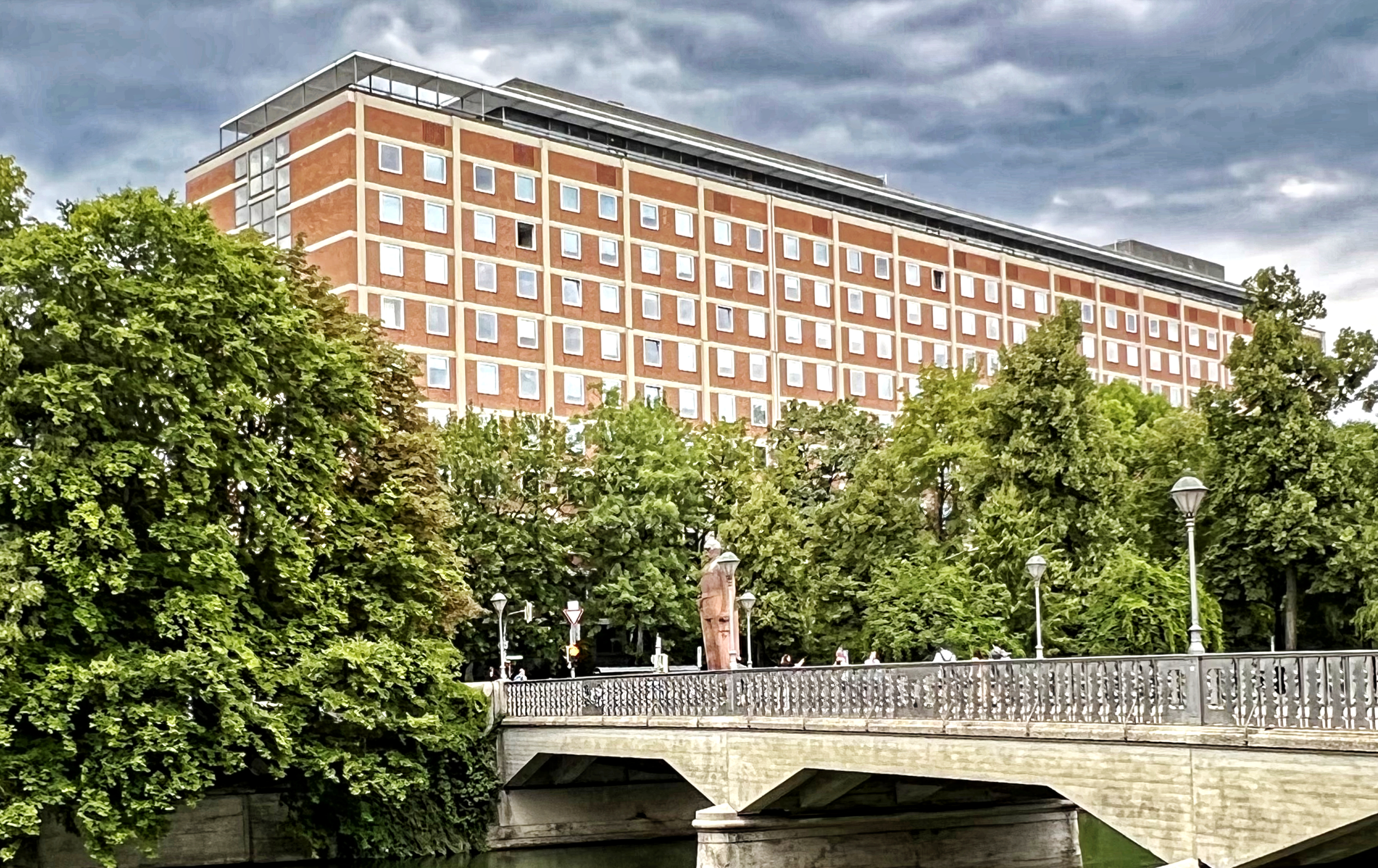
Hochhaus des Deutschen Patent- und Markenamts, im Vordergrund die Boschbrücke

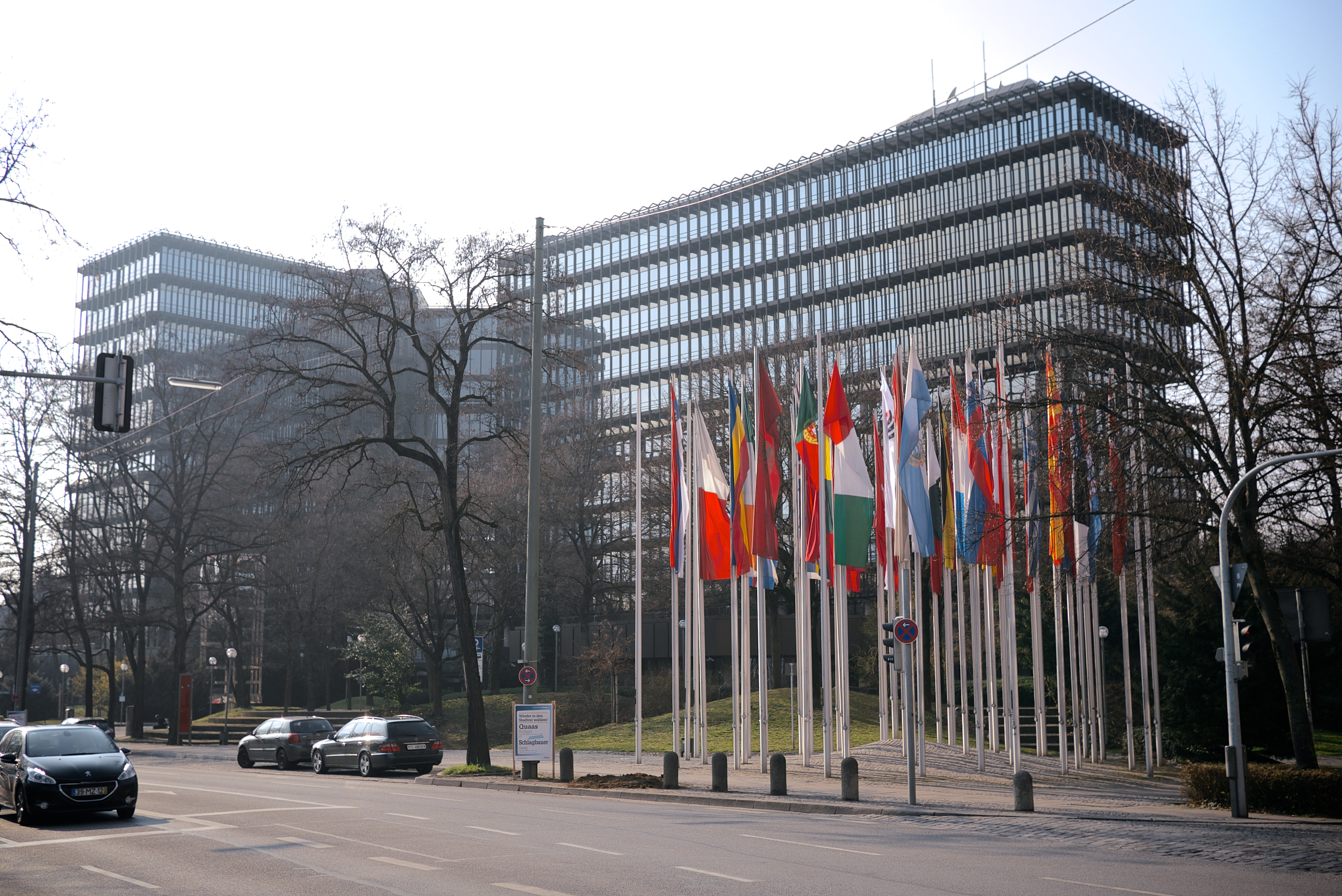
Hauptgebäude des Europäischen Patentamts

- Deutsches Patent- und Markenamt, erbaut in den 1950er Jahren (Architekten: Franz Hart, Claus Winkler und Georg Hellmuth Winkler), füllt das Geviert Erhardtstraße, Kohlstraße, Morassistraße und Zweibrückenstraße aus.
- Europäisches Patentamt, das Hauptgebäude, geplant von Gerkan, Marg und Partner (vormals Erhardtstraße 27, Anschrift geändert in Bob-van-Benthem-Platz 1) in der zweiten Hälfte der 1970er Jahre errichtet.
- Die Isarbrücken: Ludwigsbrücke, Boschbrücke, Corneliusbrücke (über die Große Isar zur Museumsinsel), Reichenbachbrücke